# Großenbehringen
Großenbehringen eine ehemalige Gemeinde in Thüringen, die heute den westlichen Teil des Ortsteiles Behringen der Gemeinde Hörselberg-Hainich im Wartburgkreis bildet.

## Lage
Die Gemarkung befindet sich am Südostrand des Thüringer Beckens, im Westen an das Großenbehringer Holz grenzend. Nördlich und westlich liegt der Nationalpark Hainich. Östlich schließt sich Oesterbehringen an; beide Siedlungskerne sind miteinander verwachsen. Die Bundesstraße 84 führt durch den Ortsteil und bietet etwa 5 Kilometer südlich des Ortes Anschluss an die Bundesautobahn 4. Im Westen der Gemarkung liegt der Ortsteil Hütscheroda.

## Geschichte
Am 1. Juni 932 wurde Großenbehringen erstmals urkundlich genannt.
Seit dem Ende des 13. Jahrhunderts, bis nach dem Abschluss der Säkularisation der Klostergüter im 16. Jahrhundert, kam es unter den Wettinern zur Schaffung einer Landesverwaltung und Einrichtung von Amtsbezirken. Hierbei gingen die Behringen-Orte nördlich der Nesse an das Amt Gotha, sie gelangten zugleich mehrheitlich als Adelsorte in die direkte Verwaltung der Landadelsfamilie von Wangenheim (Wangenheimsches Gericht).
Am 1. Mai 1890 erhielt Großenbehringen Anschluss an das Eisenbahnnetz und wurde Endpunkt der Nessetalbahn. Nach dem Zweiten Weltkrieg wurde die Strecke am 15. September 1947 stillgelegt und als Reparationsleistung abgebaut. Am 1. Juli 1950 schlossen sich Großenbehringen, Oesterbehringen und Wolfsbehringen zur Gemeinde Behringen zusammen.

## Sehenswürdigkeiten
- Schloss Behringen
- Heimatmuseum
- Schlosspark mit Weymouthskiefer; ein Wahrzeichen des Ortes Behringen.

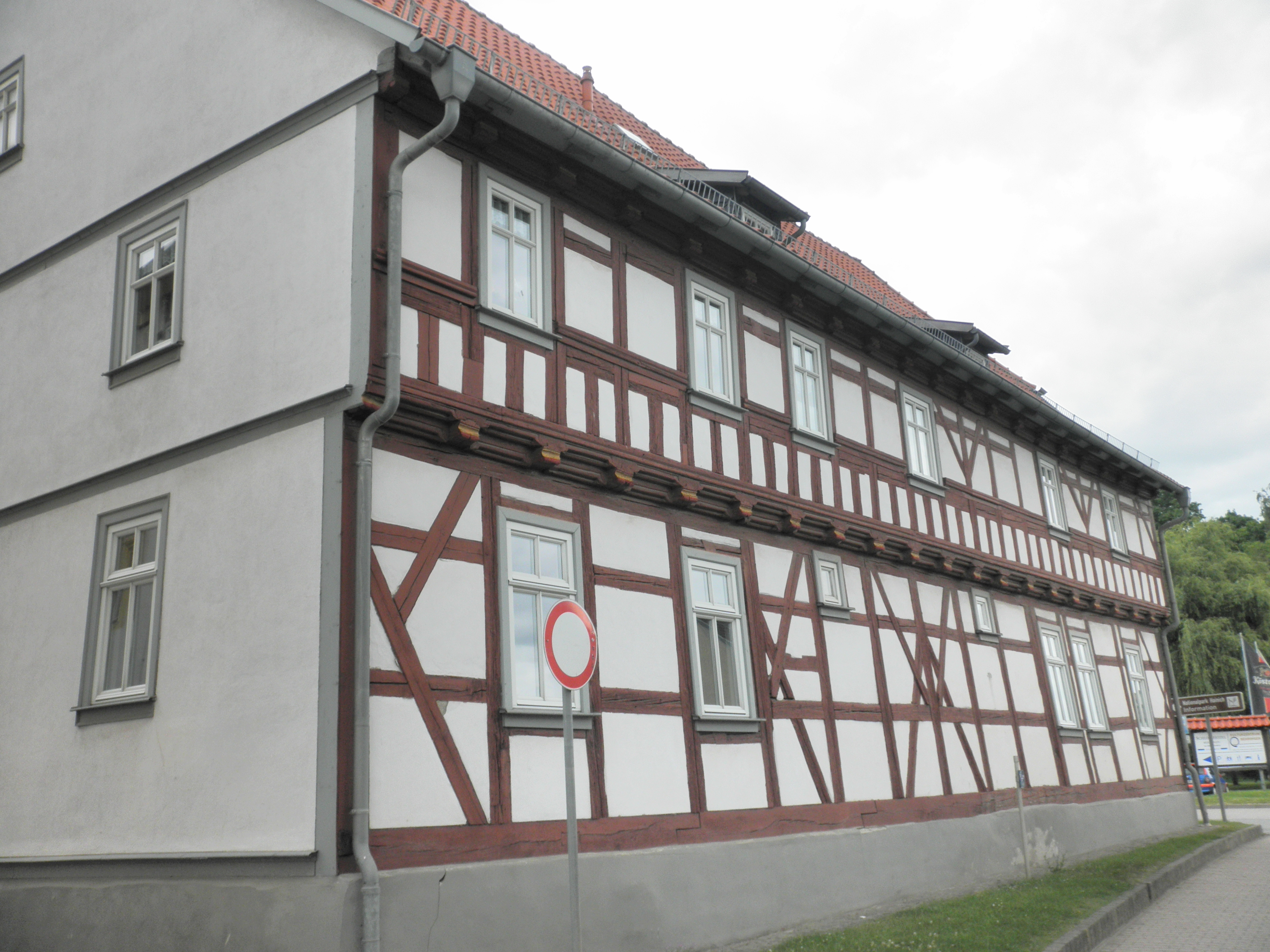
Heimatmuseum im früheren Inspektorhaus
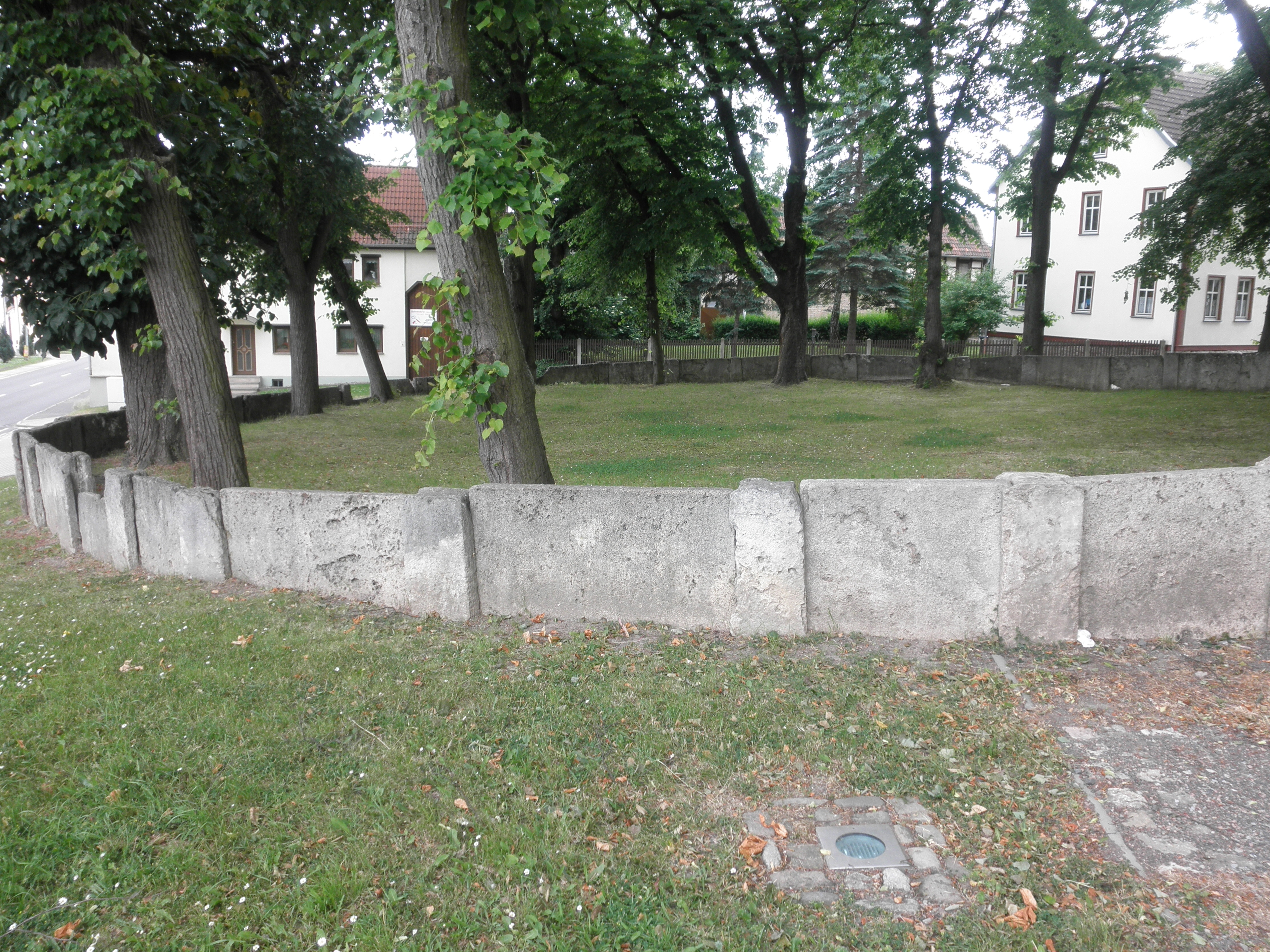
Gerichtsplatz, südöstlich neben dem Schloss
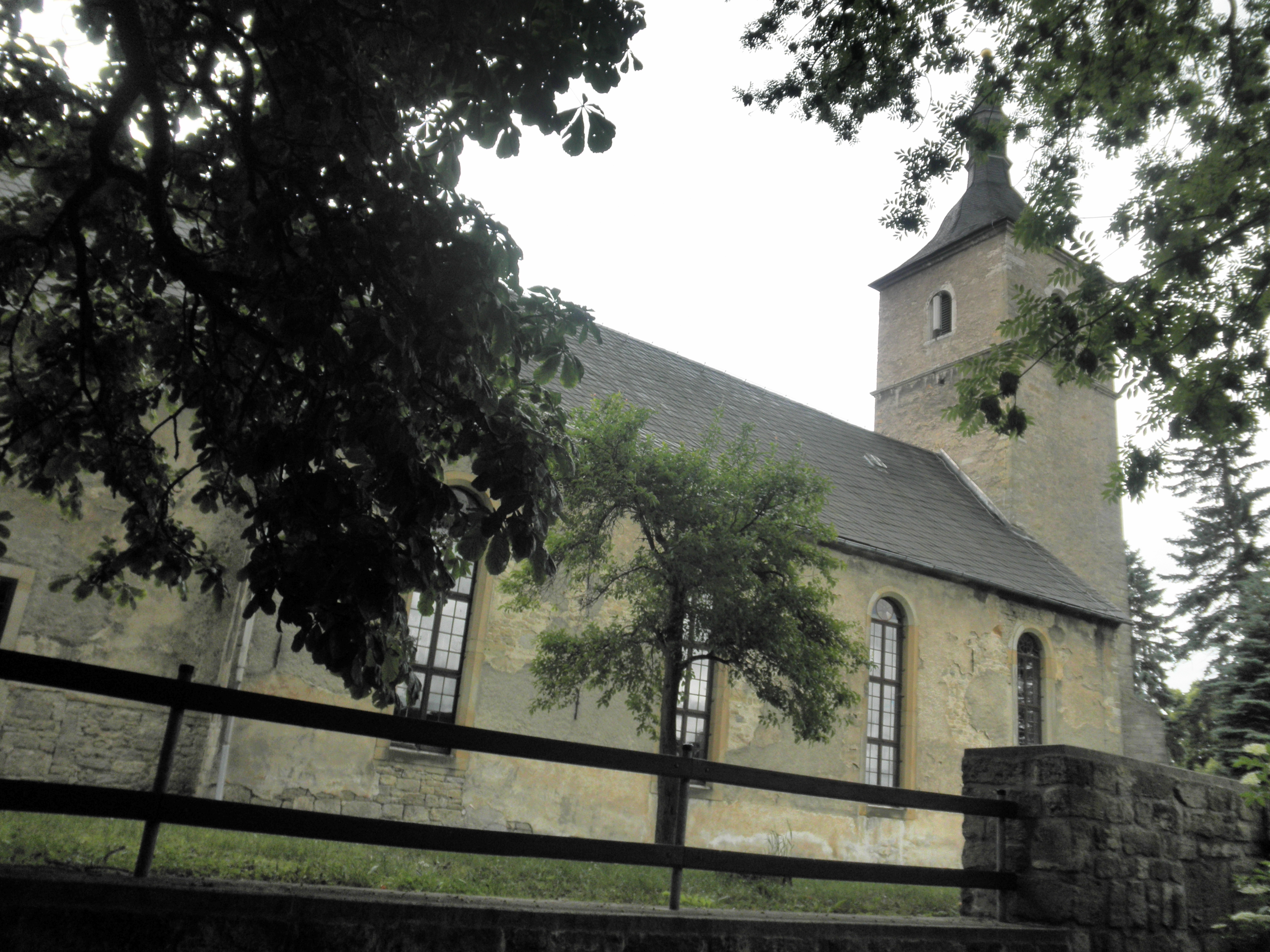
Kirche
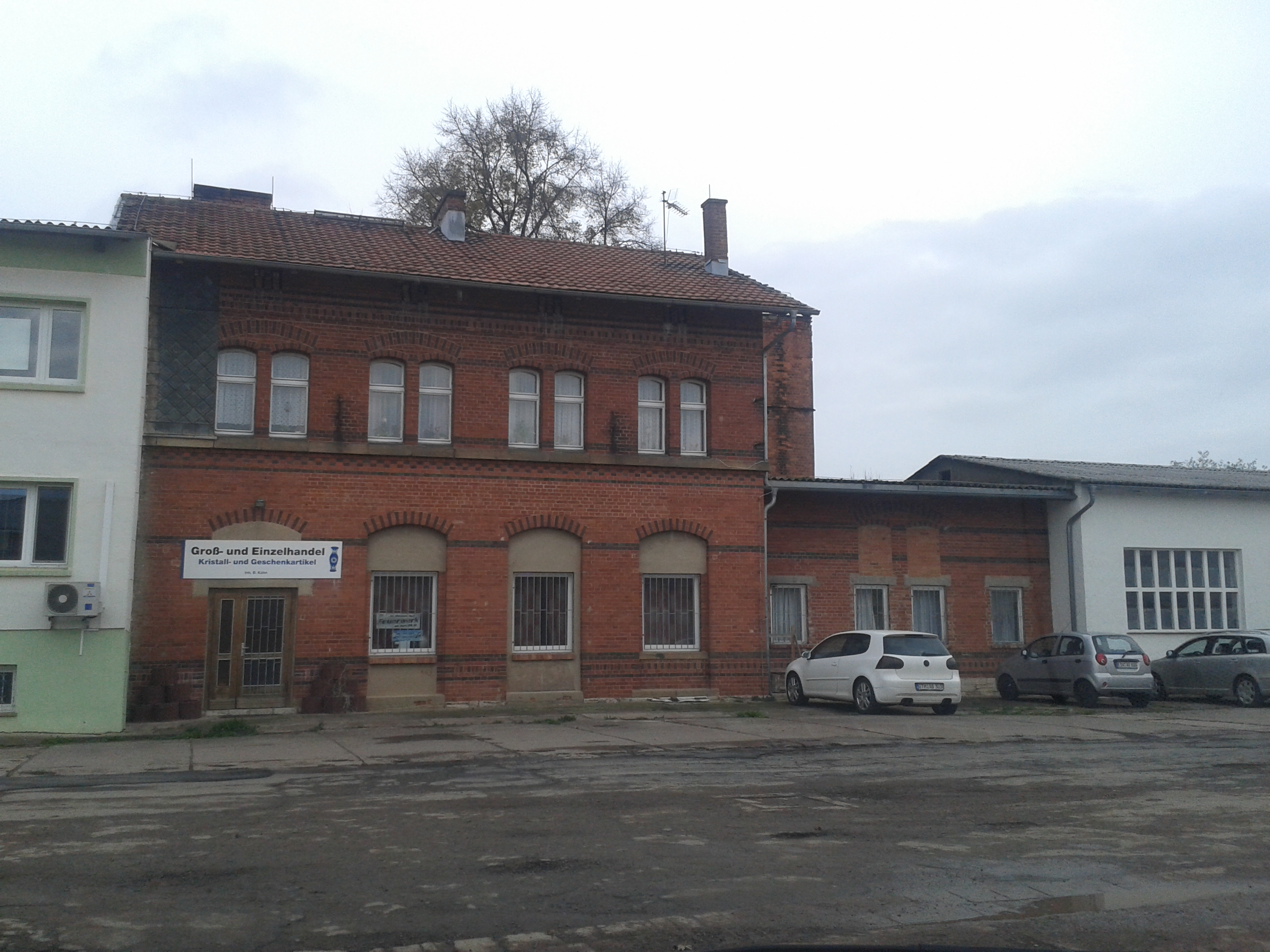
Der frühere Bahnhof

## Persönlichkeiten
- Ernst Wilhelm Wolf (1735–1792), Hofkapellmeister, Pianist und Komponist
- Carl Christian Friedrich Langheld (1751–1823), Gerichtshalter und Amtmann
- Arno Rost (1919–2005), Zahnarzt, Homöopath und Hochschullehrer
- Veronika Ehrich (* 1945), Germanistin, Linguistin und Hochschullehrerin